# 浦ノ城
浦ノ城（うらのじょう）は、福岡県大宰府市大宰府にあった日本の城。

## 概要
浦ノ城は、太宰府天満宮から西へ500ｍにあった城である。かつては四王寺山から南東側に延びる尾根上の頂部、ジョウセン山とナラコ山に位置したが、昭和44年（1969年）に宅地開発によって消滅した。

## 沿革
元寇の際、少弐氏は鎮西(九州)の総大将として最前線で戦った。少弐氏にとって、戦場となった筑前国・肥前国・壱岐国・対馬国は守護国である。少弐氏は 壱岐島の戦いで、前の鎮西奉行・少弐資能が負傷し、少弐経資の息子・少弐資時が戦死する損害を出している。
その後、鎌倉幕府は永仁元年（1293年）に鎮西探題を博多に設置して、太宰少弐の権限を奪った。
弘安5年（1282年)には鎌倉幕府は、元寇の恩賞と権限の委譲の補填して土地の代わりに、岩門城・大宰府城(浦ノ城)の築城を行った。浦ノ城は、古寺の原山無量寺の一角に建てられた。浦ノ城の規模は、中世豪族の規模で少弐氏の私的な館であった。その後、南北朝時代には尊良親王、足利尊氏、足利直冬、懐良親王などが浦ノ城に入城したとされる。